# ناحیه گیدر، شهرستان بون، آرکانزاس
ناحیه گیدر، شهرستان بون، آرکانزاس (به انگلیسی: Gaither Township) یک منطقهٔ مسکونی در ایالات متحده آمریکا است که در شهرستان بونی، آرکانزاس واقع شده‌است. ناحیه گیدر ۶۷۶ نفر جمعیت دارد.